# Злостное уклонение от уплаты средств на содержание детей или нетрудоспособных родителей
Злостное уклонение от уплаты средств на содержание детей или нетрудоспособных родителей — деяние, являющееся преступным согласно статье 157 Уголовного кодекса РФ. Необходимым условием для наступления ответственности по данной статье является наличие решения суда о наложении обязанности уплачивать средства на содержание несовершеннолетних или нетрудоспособных детей, либо нетрудоспособных родителей.
Уклонением является как отказ от выплаты алиментов, так и иные действия, направленные на невыполнение данной обязанности, например, сокрытие доходов и иных денежных средств, с которых должны уплачиваться алименты. Уклонение считается злостным, если оно совершается после получения лицом письменного предупреждения от судебного пристава-исполнителя.